# Cteniscus amurensis
Cteniscus amurensis är en stekelart som beskrevs av Dmitriy R. Kasparyan 1990. Cteniscus amurensis ingår i släktet Cteniscus och familjen brokparasitsteklar. Inga underarter finns listade i Catalogue of Life.